# Préon
Em física de partículas, préons são postuladas (hipotéticas) partículas "pontuais", concebidas a ser subcomponentes dos quarks e léptons. A palavra foi cunhada por Jogesh Pati e Abdus Salam em 1974. O interesse nos modelos de préons atingiu o ápice nos anos 80 mas tem se reduzido como alguns modelos propostos abandonados após experimentos de colisão de partículas e nenhum modelo foi hábil em predizer um novo resultado experimental. Adicionalmente, após a primeira revolução das supercordas, muitos físicos de partículas ficaram convencidos que a teoria das cordas apresenta o mais lógico programa de pesquisas a se seguir, no entendimento das partículas elementares. Era mais promissora a teoria das cordas que a teoria dos préons, e muitos físicos concentraram seus esforços de pesquisas nesta direção. Mais recentemente a confiança na teoria das cordas tem se enfraquecido em alguns campos, levando a se renovar o interesse em abordagens alternativas, incluindo os modelos de préons.

## Cenário: a necessidade de se simplificar o modelo padrão
Antes do Modelo Padrão ser desenvolvido nos anos 1970 (os elementos chave do modelo padrão conhecidos como quarks foram propostos por Gell-Mann e Zweig em 1964), físicos observaram centenas de diferentes tipos de partículas em aceleradores de partículas. Estas estavam organizadas em relacionamentos sobre suas propriedades físicas em um largamente repleto de ad hoc sistema de hierarquias, não inteiramente diferente do que agrupa animais na taxonomia baseado em suas características físicas. Não surpreendentemente, o enorme número de partículas era tratado ironicamente como o "zoo de partículas".
O modelo padrão, o qual é agora o modelo predominante de partículas físicas, dramaticamente simplificou este quadro por mostrar que a maioria das partículas observadas são mésons, os quais são combinações de dois quarks, ou bárions os quais são combinações de três quarks, mais um punhado de outras partículas. As partículas sendo vistas nos cada vez mais poderosos aceleradores, aonde, de acordo com a teoria, tipicamente nada mais que combinações de três quarks.
Dentro do modelo padrão, existem alguns tipos deferentes de partículas. Uma destas, os quarks, têm seis diferentes tipos, os quais são três variedades em cada (duplicadas "cores", vermelho, verde, e azul, dando base à QCD: cromodinâmica quântica). Adicionalmente, há seis diferentes tipos do que nós conhecemos como léptons. Destes seis léptons, há três partículas carregadas: o elétron, o múon, e o táuon. Os neutrinos compreendem os outros três léptons, e para cada neutrino há um correspondente membro do outro conjunto de três léptons. No modelo padrão, há também os fótons, W+, W−, e partículas Z, glúons, e uns poucos outros "espaços vagos" deixados para o gráviton e o bóson de Higgs, os quais ainda não foram descobertos. Quase todas estas partículas possuem suas versões "canhotas" e "destras" (ver quiralidade).
O Modelo Padrão também tem um número de problemas os quais não têm sido inteiramente resolvidos. Em particular, nenhuma bem sucedida teoria da gravitação baseada sobre a teoria das partículas ainda tenha sido proposta. Embora o modelo assume a existência do gráviton, todos que tentam produzir uma teoria consistente baseada sobre eles têm falhado. Adicionalmente, a massa permanece um mistério no Modelo padrão. Embora a massa de cada sucessiva partícula segue certos padrões, predições da massa em repouso da maioria das partículas não pode ser feita precisamente. O bóson de Higgs é aceito para "resolver" este problema, mas até hoje o mecanismo de Higgs permanece não provado.
O Modelo também prediz a estrutura em larga escala do universo. Por exemplo, o Modelo geralmente prevê iguais quantidades de matéria e antimatéria no universo, algo que não é o propriamente observável. Um número de tentativas tem sido feitas para "fixar" isto através de uma variedade dos mecanismos, mas até o momento não ganharam ampla sustentação. Do mesmo modo, adaptações básicas do Modelo sugerem a existência do decaimento do próton, o qual não tem ainda sido observado.
A teoria de Préon é um de diversos modelos a ter sido colocado em frente em uma tentativa de fornecer uma explanação mais fundamental dos resultados na física de partículas experimental e teórica. O mais discutido destes modelos fundamentais é a teoria das cordas e suas diversas variantes. Outro, uma aproximação mais nova é condensação de corda-rede, que modela partículas elementares como excitações de movimentos coletivos dos átomos do espaço-tempo (um tanto análogo aos fônons em um cristal). O modelo de préons atraiu comparativamente pouco interesse até o momento na comunidade de física de partículas.

## Considerações teóricas em física de partículas para a pesquisa em teoria de préons
A pesquisa de préon é motivada pelo desejo de se explicar fatos já existentes (vaticinium ex eventu), os quais incluem
- Reduzir o grande número de partículas, muitas que diferem somente em carga, a um menor número de partículas fundamentais. Por exemplo, o elétron e o pósitron são idênticos exceto pela carga, e  pesquisa pelos préons é motivada por explicar que elétrons são compostos de préons similares com a relevante diferença da carga. A esperança é reproduzir a estratégia reducionista que foi utilizada para a tabela periódica dos elementos.
- A segunda e terceira geração de férmions são supostamente fundamentais, contudo têm massas mais elevadas do que aqueles da primeira geração, e os quarks são instáveis e deterioram-se em suas contrapartes da primeira geração. Historicamente, a instabilidade e a radioatividade de alguns elementos químicos foram explicadas nos termos de isótopos. Pela analogia isto sugere uma estrutura mais fundamental de no mínimo alguns férmions.[1]
- Para dar a predição para os parâmetros que são de outra maneira inexplicados pelo Modelo Padrão, tal como as massas das partículas, cargas elétricas e cargas de cores, e reduzir o número de parâmetros experimentais da entrada exigidos pelo modelo padrão.
- Para fornecer razões para as diferenças muito grandes nas energia-massas observadas em partículas supostamente fundamentais, do neutrino do elétron ao quark cima.